# Ткаченко Іван Леонідович
Іван Леонідович Ткаченко (рос. Иван Леонидович Ткаченко; 9 листопада 1979, Ярославль, СРСР — 7 вересня 2011, там само) — російський хокеїст, правий нападник. Заслужений майстер спорту Росії (2002).
Вихованець хокейної школи «Торпедо» (Ярославль), перший тренер — Олександр Подмєталін. Виступав за «Торпедо»/«Локомотив» (Ярославль), «Мотор» (Заволжя), «Нафтохімік» (Нижньокамськ).
У складі національної збірної Росії учасник чемпіонату світу 2002.
Срібний призер чемпіонату світу (2002). Чемпіон Росії (2002, 2003), срібний призер (2008, 2009), бронзовий призер (2005).
Загинув 7 вересня 2011 року в авіакатастрофі літака Як-42 під Ярославлем.